# 變色跳岩䲁
變色跳岩鳚（学名：Petroscirtes variabilis），又名狗鰷，为條鰭魚綱鳚形目鳚科跳岩鳚屬下的一个种。其种加词“variabilis”意为“变化的”。该物种主要分布于印度洋和西太平洋海域，從斯里蘭卡到斐濟，北至台灣南部與八重山群島, 南至大堡礁的南方，深度0至10公尺，本魚體長形，眼眶、眼眶後具觸鬚，大多有頸鬚，雄魚體為橙棕色，雌魚背部為海綠色，腹部顏色較淺，體側具5條灰褐縱帶，頭與身體有褐色網紋及斑點，背鰭硬棘10-11枚、背鰭軟條16-19枚、臀鰭硬棘2枚、臀鰭軟條16-19枚，體長可達15公分，棲息在水淺的海草床、潟湖，具領域性，雌魚附著性魚卵，幼魚為浮游性，生活習性不明。